# Bangassou
Bangassou (Bängâsu en sango) es una ciudad de la República Centroafricana, situada en el sureste del país, en la orilla del río Bomu y frente a la República Democrática del Congo. Es la capital y la ciudad más poblada de la prefectura de Mbomou. Su población estimada para el año 2013 es de 35.634 habitantes (el censo de 2003 le asignaba 31.553).

## Clima
| Parámetros climáticos promedio de Bangassou | Parámetros climáticos promedio de Bangassou | Parámetros climáticos promedio de Bangassou | Parámetros climáticos promedio de Bangassou | Parámetros climáticos promedio de Bangassou | Parámetros climáticos promedio de Bangassou | Parámetros climáticos promedio de Bangassou | Parámetros climáticos promedio de Bangassou | Parámetros climáticos promedio de Bangassou | Parámetros climáticos promedio de Bangassou | Parámetros climáticos promedio de Bangassou | Parámetros climáticos promedio de Bangassou | Parámetros climáticos promedio de Bangassou | Parámetros climáticos promedio de Bangassou |
| Mes                                         | Ene.                                        | Feb.                                        | Mar.                                        | Abr.                                        | May.                                        | Jun.                                        | Jul.                                        | Ago.                                        | Sep.                                        | Oct.                                        | Nov.                                        | Dic.                                        | Anual                                       |
| ------------------------------------------- | ------------------------------------------- | ------------------------------------------- | ------------------------------------------- | ------------------------------------------- | ------------------------------------------- | ------------------------------------------- | ------------------------------------------- | ------------------------------------------- | ------------------------------------------- | ------------------------------------------- | ------------------------------------------- | ------------------------------------------- | ------------------------------------------- |
| Temp. máx. media (°C)                       | 34.4                                        | 35                                          | 34.4                                        | 33.3                                        | 32.8                                        | 31.7                                        | 31.1                                        | 31.1                                        | 31.7                                        | 31.7                                        | 32.8                                        | 32.8                                        | 32.7                                        |
| Temp. mín. media (°C)                       | 18.3                                        | 18.9                                        | 20                                          | 20.6                                        | 20.6                                        | 20.6                                        | 20                                          | 19.4                                        | 19.4                                        | 20                                          | 19.4                                        | 18.3                                        | 19.6                                        |
| Precipitación total (mm)                    | 22.9                                        | 43.2                                        | 119.4                                       | 137.2                                       | 228.6                                       | 182.9                                       | 182.9                                       | 205.7                                       | 193                                         | 264.2                                       | 96.5                                        | 38.1                                        | 1714.5                                      |
| Fuente: Weatherbase                         |                                             |                                             |                                             |                                             |                                             |                                             |                                             |                                             |                                             |                                             |                                             |                                             |                                             |

## Economía
La mayor parte de la población vive de la agricultura de subsistencia. El cultivo y tratamiento del café, de singular importancia en el pasado, ha perdido fuerza en los últimos años a partir del cierre de la única planta de molido que existía en la zona.
Como capital prefectoral y subprefectoral, alberga la sede de diversas representaciones de los organismos del Estado, así como establecimientos educativos y de atención sanitaria, de muy precarias condiciones.

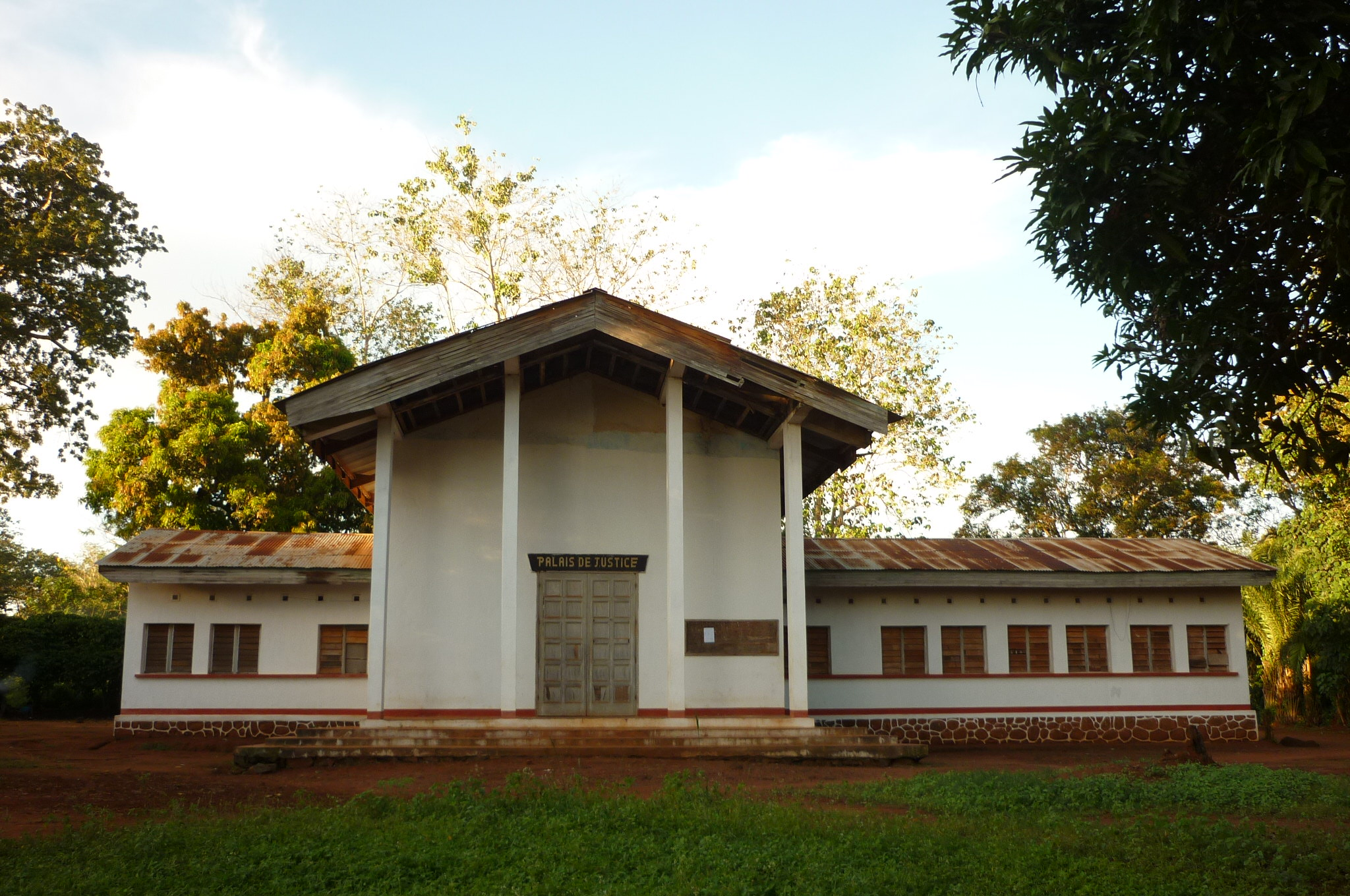
Palacio de Justicia de Bangassou.

Bangassou constituye el principal centro comercial de la prefectura y cuenta con cuatro mercados en los barrios de Centreville, Banguiville, Maliko y Tokoyo. Hay cobertura de las principales redes de telefonía móvil. La ciudad dispone de una estación de servicio Total. En el año 2011 comenzó a funcionar un incipiente servicio de transporte regular de pasajeros a Bangui a través de autobuses.

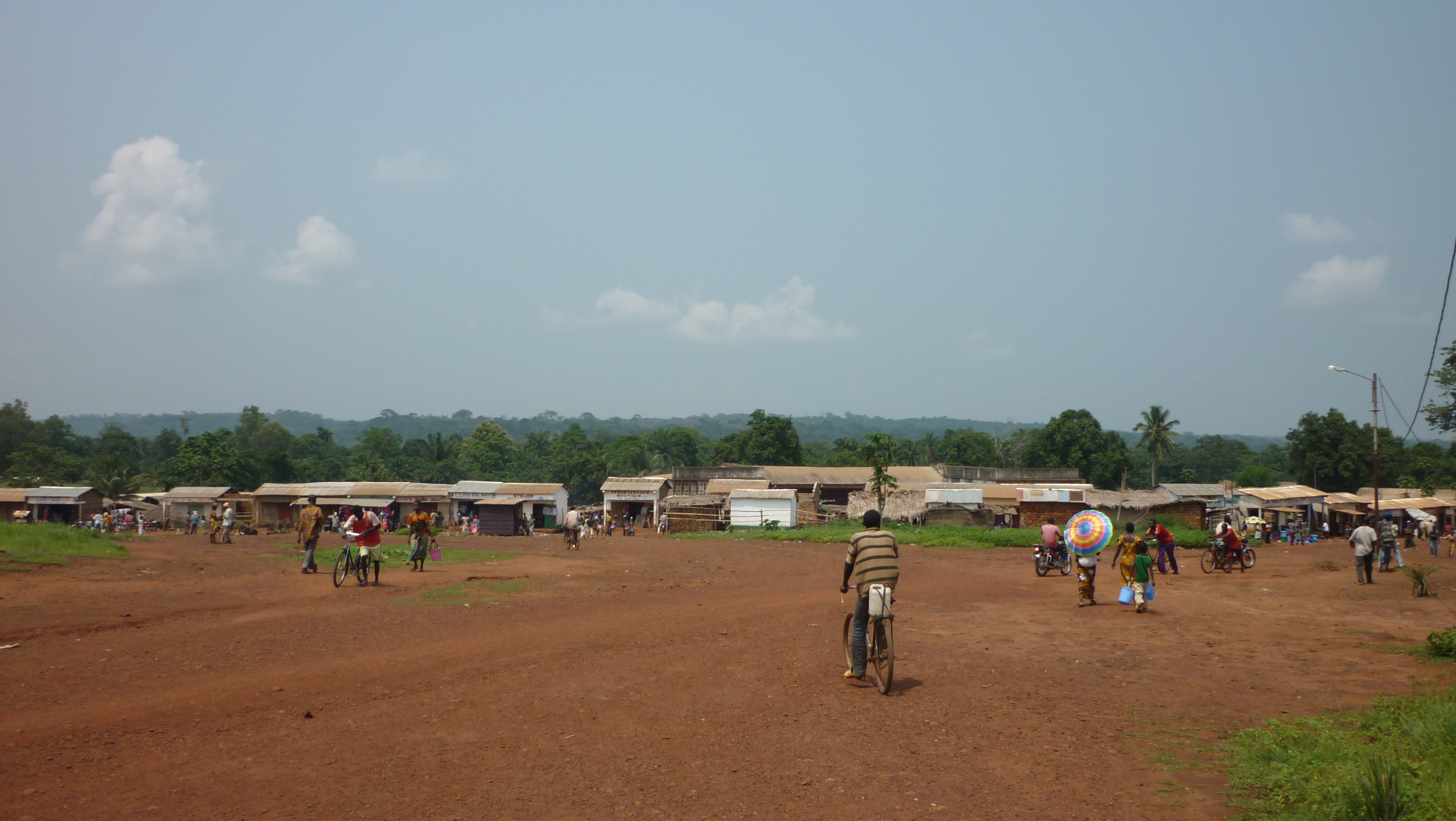
Mercado central de Bangassou.

No existe, por lo general, suministro eléctrico de carácter público, por lo que solo quienes disponen de grupos electrógenos o placas solares tienen la posibilidad de acceder a la corriente eléctrica. El grupo electrógeno propiedad de la empresa eléctrica estatal solo se utiliza en ocasión de los días festivos para la iluminación de algunas vías principales de la localidad.
Al noroeste de la localidad hay un pequeño aeródromo (código IATA: BGU).

## Religión y promoción social

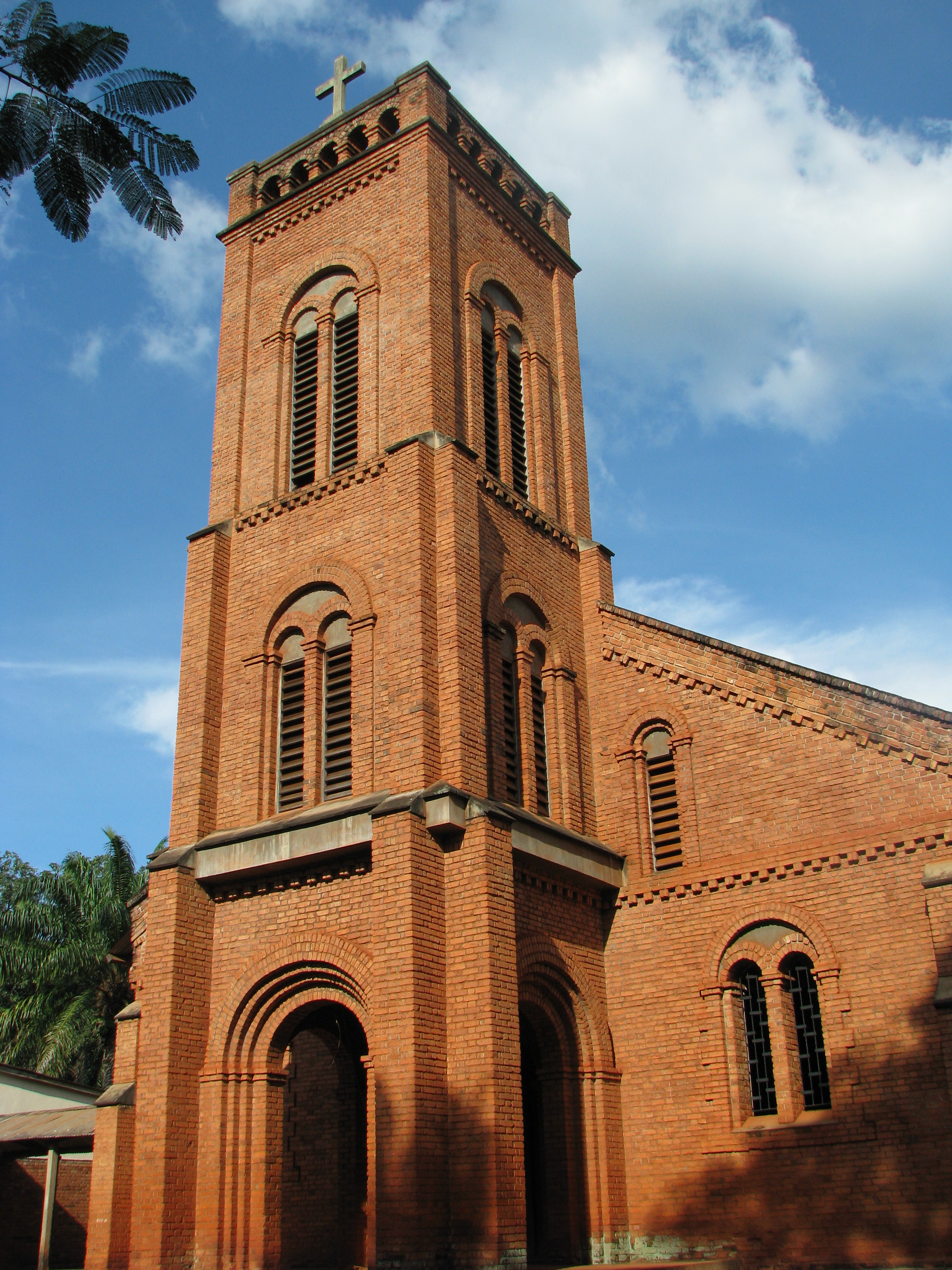
Catedral de San Pedro Claver.

Bangassou es sede, desde 1964, de la diócesis de Bangassou de la Iglesia católica. El actual obispo titular es Juan José Aguirre Muñoz, M.C.C.I., promotor de numerosas obras de atención y promoción social en la localidad; entre ellas, dos escuelas primarias, una escuela técnica, un instituto de educación secundaria y bachillerato, un espacio internet, un orfanato, un hospital con quirófano y un centro de atención a enfermos de sida en fase terminal.

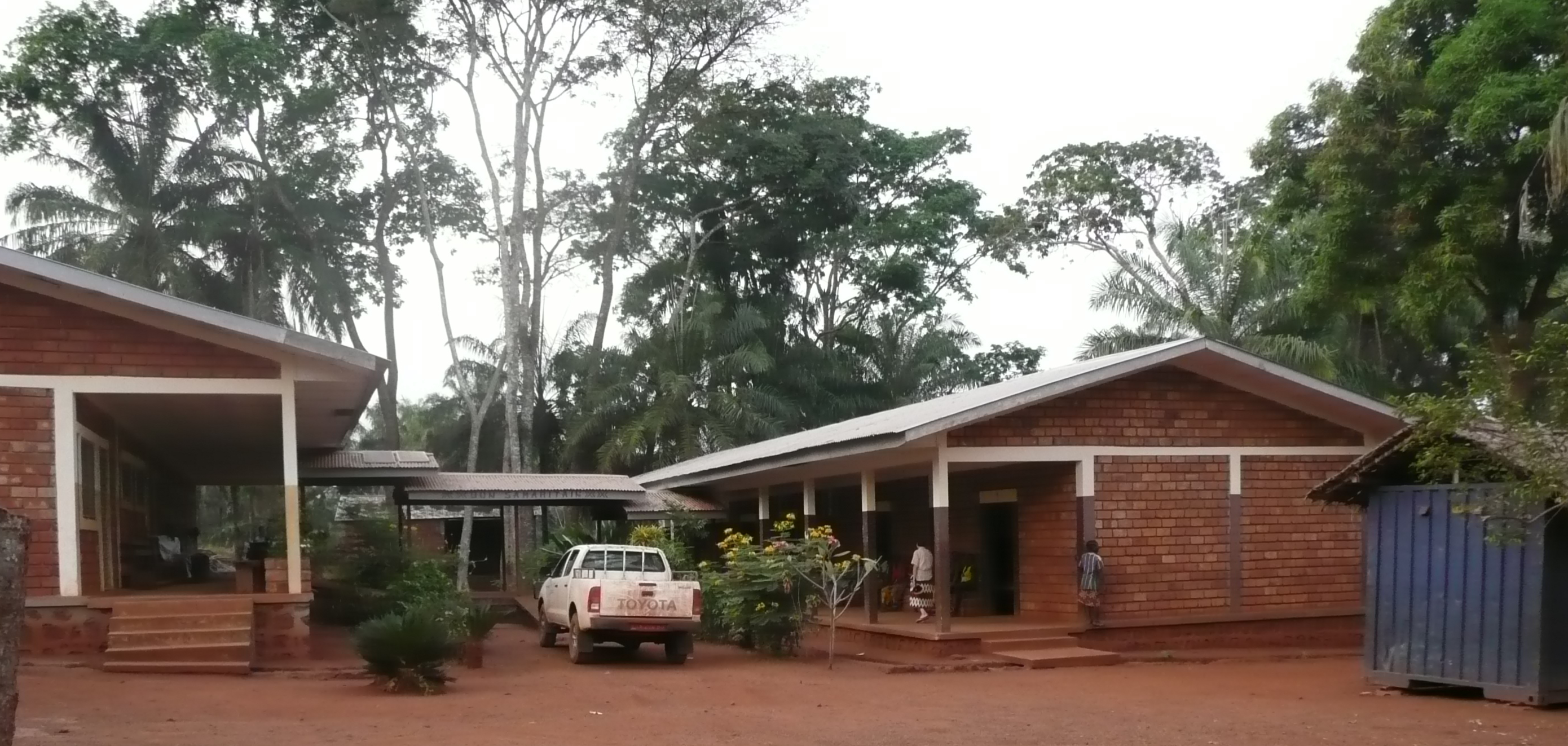
Centro de atención a enfermos de sida en fase terminal «Bon Samaritain», promovido y gestionado por la diócesis de Bangassou.

Monseñor Aguirre ha denunciado en numerosas ocasiones a través de la prensa internacional las duras condiciones de vida a las que se enfrentan sus diocesanos, particularmente con ocasión de los numerosos ataques del llamado Ejército de Resistencia del Señor a la población civil del sureste del país y tras la rebelión de la coalición Séléka en 2012-2013, que condujo al golpe de Estado con que se puso fin al gobierno de François Bozizé, y que coincidió con brutales saqueos y pillajes contra los habitantes de Bangassou y las obras de la diócesis.

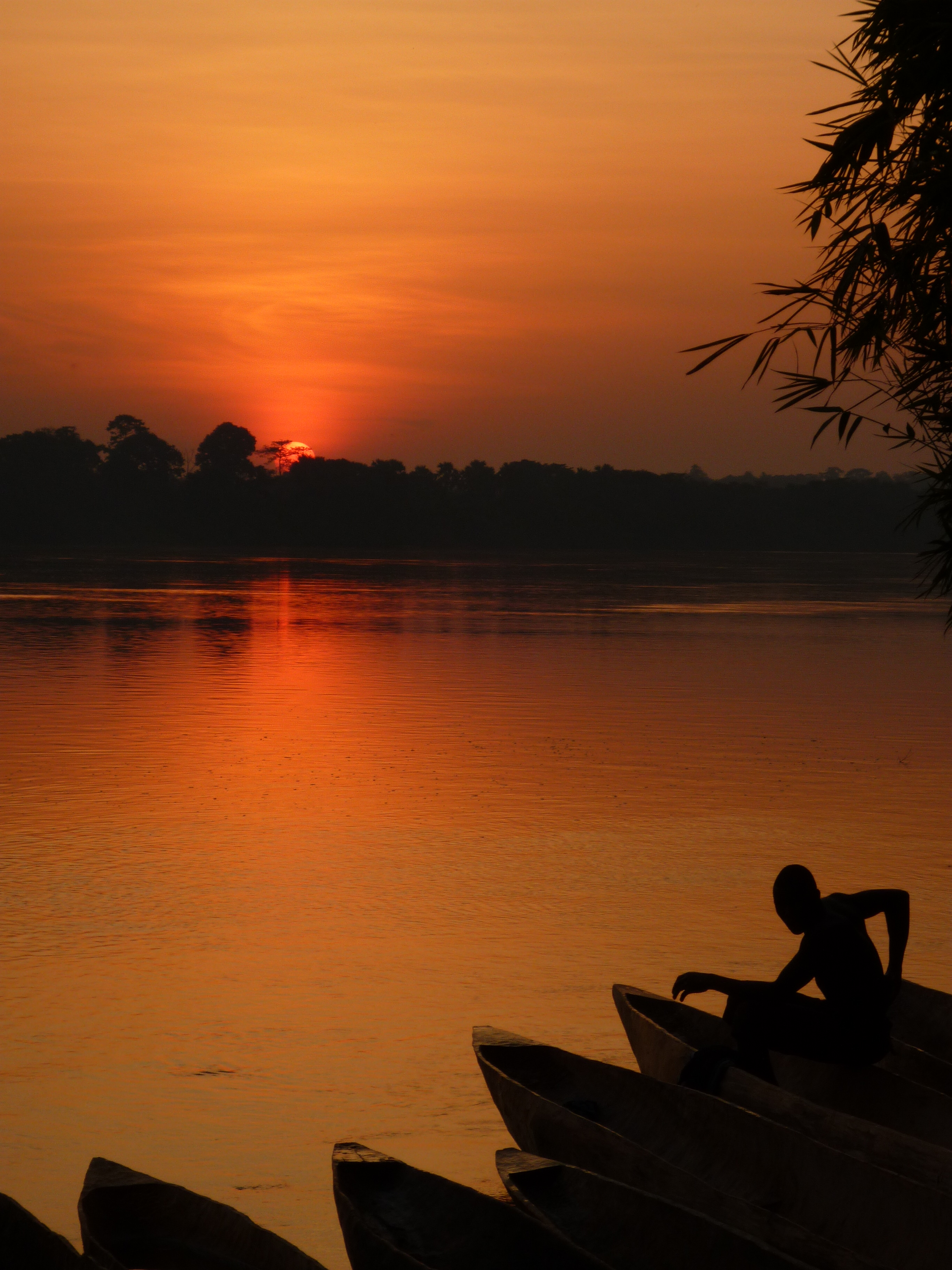
Atardecer sobre el río Bomu, en la zona sur de Bangassou.

En Bangassou también una importante presencia de diversas iglesias protestantes y de población de religión musulmana, además de los cultos tradicionales. La mezquita principal y la mayor parte de los comercios regentados por musulmanes se localizan en el barrio de Tokoyo.

## Situación tras la rebelión de la coalición Séléka y el golpe de Estado de 2013

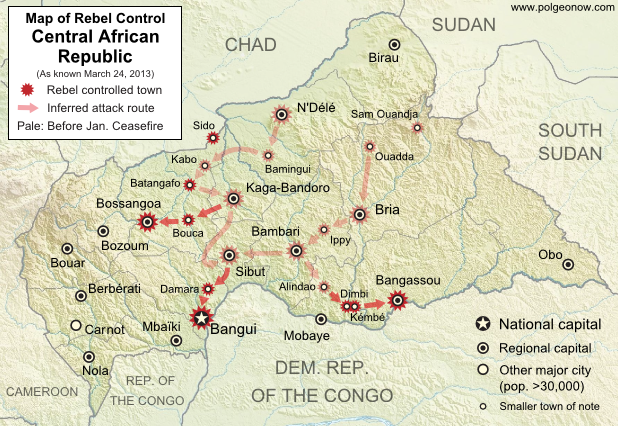
Avance de la coalición rebelde Séléka en marzo de 2013.

La rebelión de la coalición Séléka, iniciada en 2012, no alcanzó en primera instancia Bangassou, pero sí afectó gravemente a otras localidades situadas sobre el único eje carretero directo entre la capital, Bangui, y Bangassou (particularmente, Sibut, Bambari y Alindao, que resultaron atacadas y tomadas por los insurrectos). Ello provocó el corte de las comunicaciones por tierra y la escasez de suministros en Bangassou.
El 11 de marzo de 2013, sin embargo, elementos armados de la Séléka penetraron violentamente en la localidad y se apoderaron de ella, provocando la paralización de los servicios públicos, el corte de las comunicaciones por telefonía móvil y la huida de numerosos habitantes hacia la selva, las localidades situadas al este de Bangassou (Rafai, Zémio) y la República Democrática del Congo, al otro lado del río Bomu. Se han documentado numerosas acciones violentas, ocupaciones de hogares y robos cometidos por los rebeldes, singularmente contra las obras de la diócesis católica de Bangassou.
El ataque a Bangassou supuso un preludio del regreso a las hostilidades por parte de la coalición Séléka tras los fallidos acuerdos de Libreville. Once días más tarde, los rebeldes reanudarían su actividad al oeste del país, tomando finalmente Bangui y deponiendo al presidente Bozizé el 23 de marzo de 2013.
Las comunicaciones entre Bangassou y Bangui, que habían permanecido bloqueadas casi dos meses por vía terrestre, aérea y telefónica, comienzan a retomarse a partir de finales de abril de 2013.